# Shigeki Satō

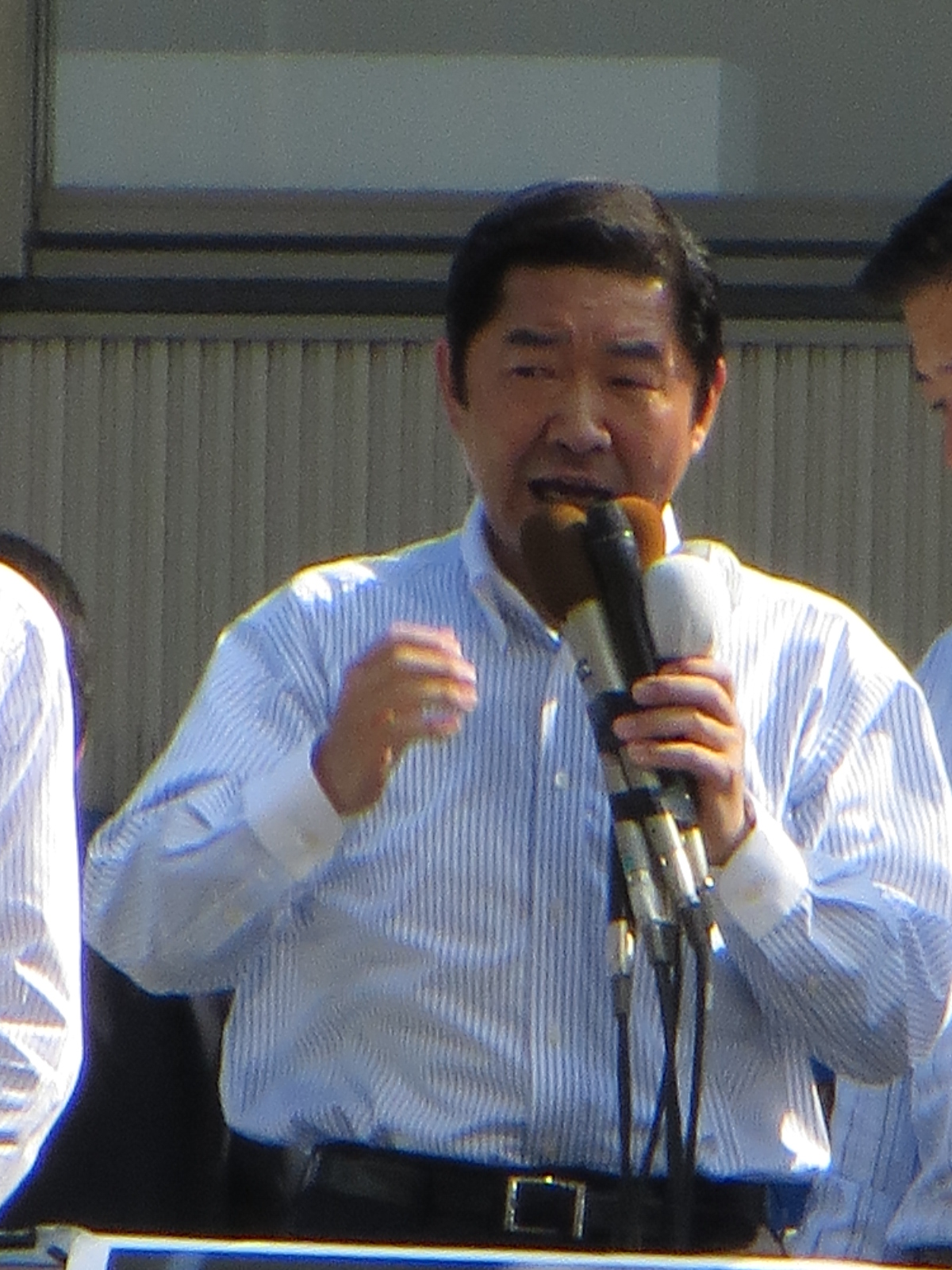
Satō im Oberhauswahlkampf 2013

Shigeki Satō (japanisch 佐藤 茂樹 Satō Shigeki; * 8. Juni 1959 in Ōtsu, Shiga) ist ein japanischer Politiker (Kōmeitō → Kōmei shintō → Neue Fortschrittspartei → Liberale Partei → Kōmeitō) und war von 1993 bis 2000 und von 2003 bis 2024 Mitglied im Unterhaus (Abgeordnetenhaus) des Nationalparlaments, ab 2012 für den Wahlkreis Osaka 3.
Satō studierte an der rechtswissenschaftlichen Fakultät der Universität Kyōto und wurde anschließend Angestellter von IBM Japan (日本IBM Nihon IBM). In die aktive Politik trat er bei der Unterhauswahl 1993 ein, als er für die Kōmeitō im damaligen SNTV-Dreimandatswahlkreis Osaka 6 antrat und mit rund 22 % der Stimmen den zweiten Sitz gewann. Nach der Wahlrechtsreform kandidierte er für die Neue Fortschrittspartei (NFP) bei der Wahl 1996 nur im Verhältniswahlblock Kinki und war auf Platz 7 der Liste bei zehn Sitzen für die NFP gewählt. Nach der NFP-Auflösung zum Jahresende 1997 beteiligte er sich anders als die meisten ehemaligen Mitglieder der „alten“ Kōmeitō im Unterhaus nicht an der Gründung der Shintō heiwa, sondern folgte kurzzeitig Ichirō Ozawa in dessen Liberale Partei, beteiligte sich aber im Herbst 1998 an der Wiedergründung der Kōmeitō. Auch für die „neue“ Kōmeitō trat er danach nur bei der Verhältniswahl in Kinki an und wurde 2000 auf Platz 6 der Liste bei fünf Kōmeitō-Sitzen abgewählt, kehrte aber nach dem Tod von Tetsuji Kubo im Juni 2003 als Nachrücker ins Parlament zurück. Bei den allgemeinen Unterhauswahlen 2003, 2005 und 2009 wurde er als Verhältniswahlabgeordneter (Platz 4 oder 3 der Kōmeitō-Liste Kinki) wiedergewählt.
In der Regierung war Satō von 2003 bis 2004 (Kabinette Koizumi I und II) parlamentarischer Staatssekretär im MLIT, von 2013 bis 2014 (Kabinett Abe II) Vizeminister im Sozial- & Arbeitsministerium. Im Unterhaus saß er zwischen 2007 und 2008 dem Kultus- & Wissenschaftsausschuss vor. In der Kōmeitō führte er von 2009 bis 2020, als er über das gescheiterte Referendum zur Abschaffung der Stadt Osaka nicht mehr zur Wiederwahl antrat, den Präfekturverband Osaka, von 2021 bis 2024 war er in der Nationalpartei Vorsitzender des Ausschusses für Parlamentsangelegenheiten, 2024 unter Keiichi Ishii kurzzeitig „Vorsitzender des Zentralvorstandes“ 中央幹事会会長 chūō kanjikai kaichō; bei der Umstrukturierung der Partei 2014 entstanden, entspricht grob dem Vorsitzenden des Exekutivrats/„Rats für allgemeine Angelegenheiten“ der LDP und anderer Parteien).
Seit der Unterhauswahl 2012 bestreitet Satō – wie nahezu alle Kōmeitō-Kandidaten ohne Doppelkandidatur bei der Verhältniswahl – den FPTP-Einmandatswahlkreis Osaka 3, der Teile der Stadt Osaka umfasst; Masahiro Tabata (Kōmeitō) war dort 2009 abgewählt worden und hatte 2011 seinen Rückzug aus der Politik erklärt. Satō setzte sich 2012 mit absoluter Mehrheit durch und verteidigte den Sitz bei allen Wahlen bis einschließlich 2021. 2024, als die in Osaka in der Präfekturpolitik einst verbündete Ishin no Kai anders als zuvor auch gegen die Kōmeitō direkte Gegenkandidaten nominierte, unterlag Satō um rund zwölf Prozentpunkte dem ehemaligen Rätehausabgeordneten Tōru Azuma von der Ishin no Kai.